# Zahorčice (Strážov)
Zahorčice (německy Bingarten) jsou osada, část města Strážov v okrese Klatovy v Plzeňském kraji.

## Historie
První písemná zmínka o vesnici pochází z roku 1379.
Zahorčice bývaly součástí opáleckého panství.

## Obyvatelstvo
| Rok            | 1869 | 1880 | 1890 | 1900 | 1910 | 1921 | 1930 | 1950 | 1961 | 1970 | 1980 | 1991 | 2001 | 2011 | 2021 |
| -------------- | ---- | ---- | ---- | ---- | ---- | ---- | ---- | ---- | ---- | ---- | ---- | ---- | ---- | ---- | ---- |
| Počet obyvatel | 192  | 202  | 197  | 181  | 201  | 205  | 191  | 132  | 135  | 103  | 91   | 68   | 60   | 54   | 60   |
| Počet domů     | 22   | 25   | 28   | 27   | 27   | 27   | 31   | 33   | 30   | 27   | 23   | 31   | 31   | 31   | 34   |

## Obecní správa
Při sčítání lidu v letech 1850–1963 Zahorčice byly samostatnou obcí v okrese Klatovy. Od roku 1964 jsou částí města Strážov v okrese Klatovy. V letech 1850–1929 k obci patřila Opálka.

## Fotogalerie

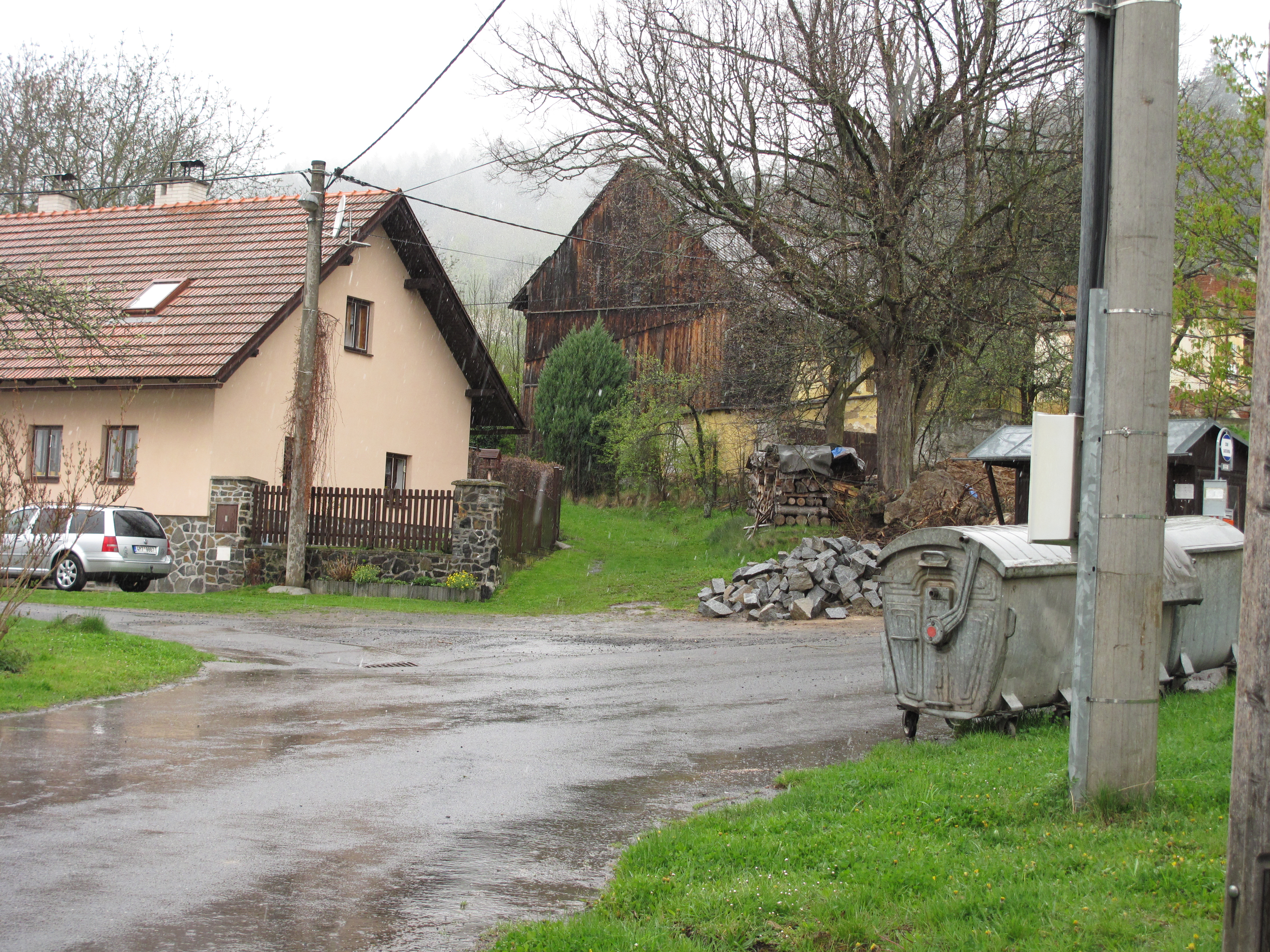
Silnice vedoucí obcí
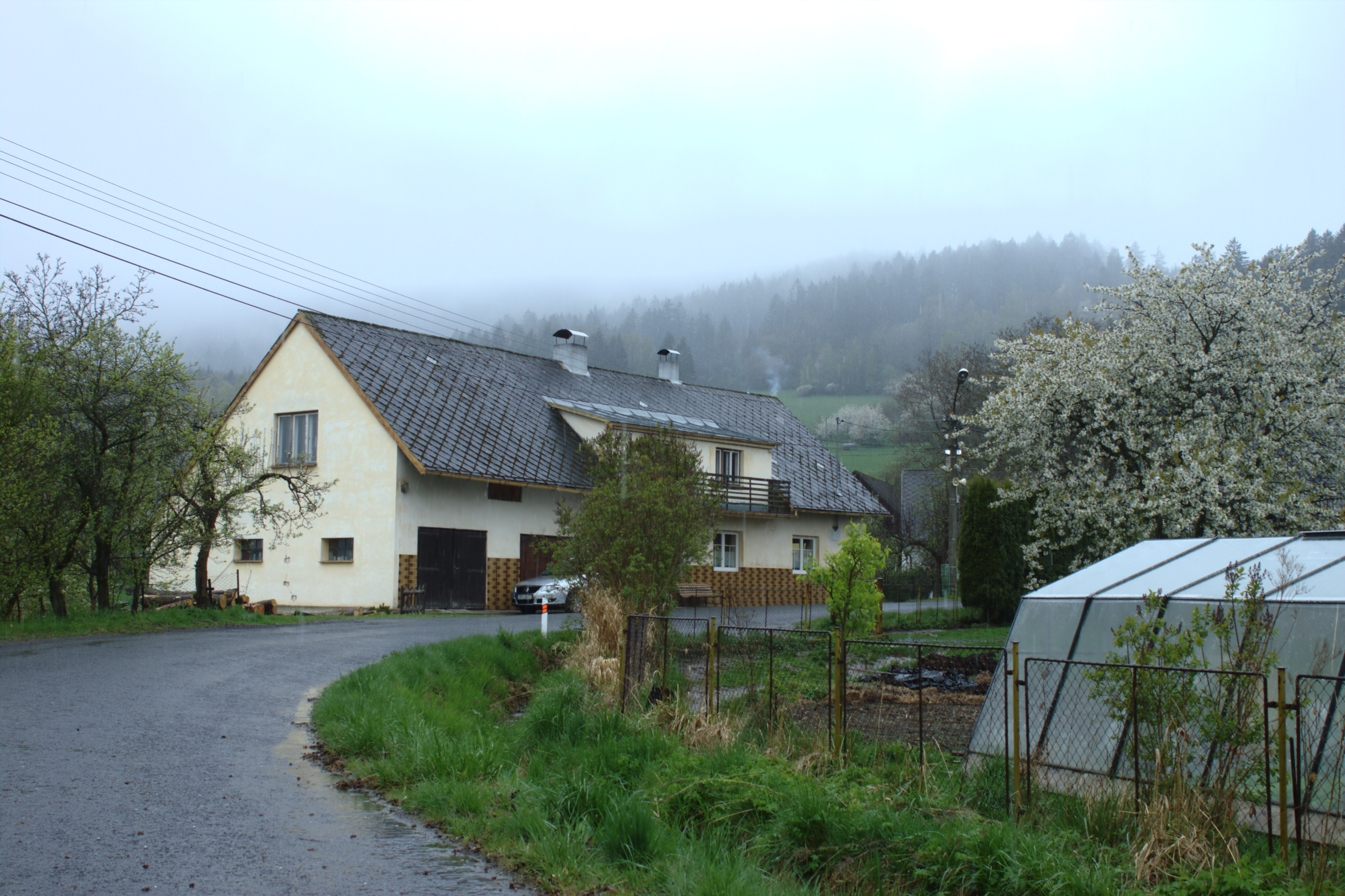
Místní dům
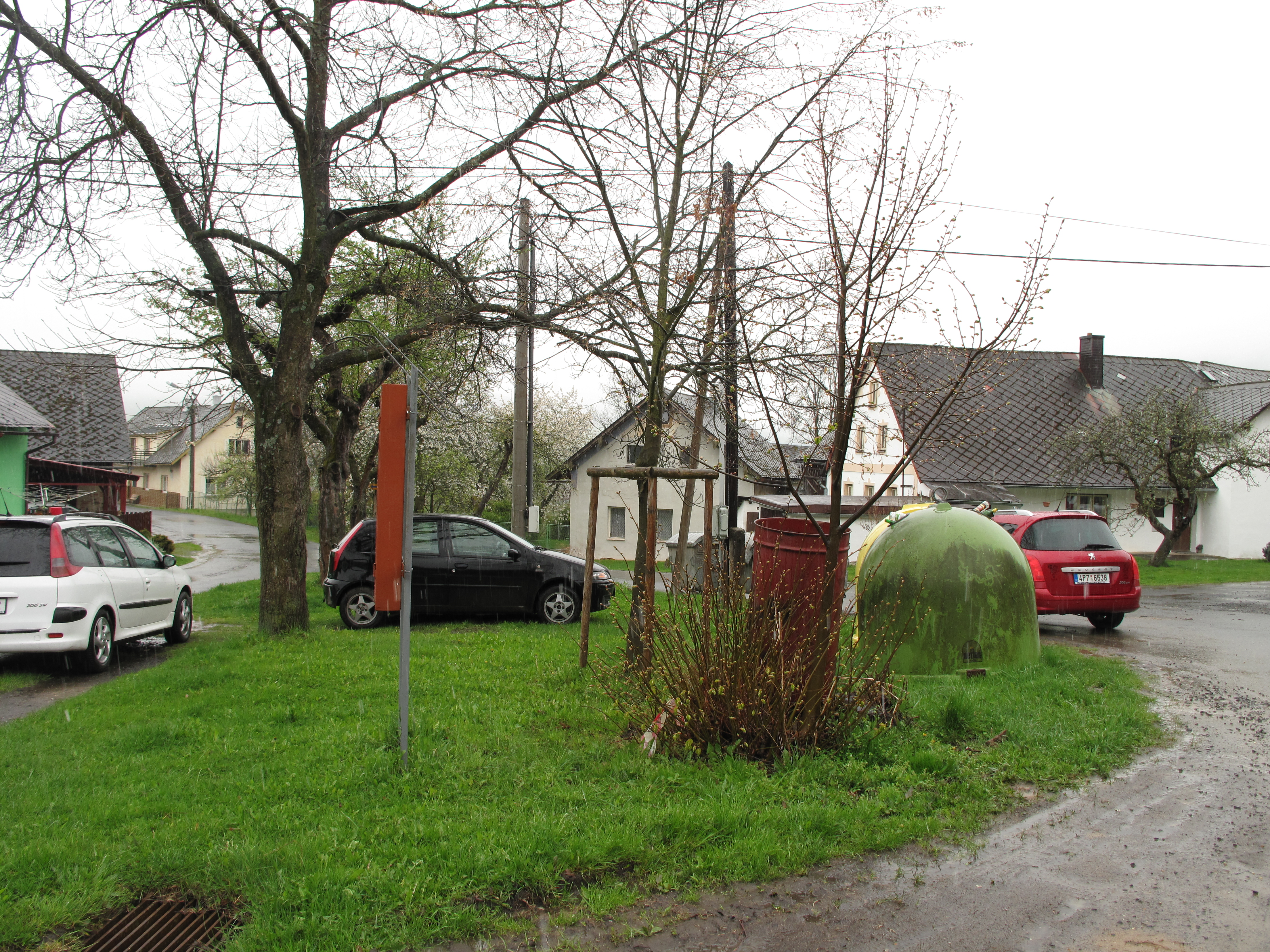
Náves